# Francois van Coke
Francois van Coke, artiestennaam van Francois Badenhorst (Brakpan, Zuid-Afrika, 18 september 1980) is een Zuid-Afrikaans zanger en songwriter. Hij is mede-oprichter van de rockbands Fokofpolisiekar en Van Coke Kartel. Hij veranderde zijn naam in Van Coke op last van zijn vader, die als dominee klachten van zijn geloofsgemeenschap ontving over de muzikale optredens van zijn zoon.

## Biografie
Van Coke is vooral bekend van de Zuid-Afrikaanse rockbands Van Coke Kartel en Fokofpolisiekar. Ook werkte hij mee aan nummers van Jack Parow en Die Antwoord. In het voorjaar van 2015 bracht Van Coke zijn eerste soloalbum uit getiteld Francois van Coke. Met zangeres Karen Zoid bracht hij de succesvolle single Toe vind ek jou uit. In 2017 volgde een tweede album, Hierdie is die lewe.
Van Coke is getrouwd en werd in 2016 vader. Hij heeft een tatoeage van zijn dochter op zijn arm.